# Úporovité
Úporovité (Elatinaceae) je čeleď vyšších dvouděložných rostlin z řádu
malpígiotvaré (Malpighiales). Jsou to vodní nebo bahenní byliny či polokeře s jednoduchými vstřícnými či přeslenitými listy a drobnými pravidelnými květy. Čeleď zahrnuje asi 35 druhů ve 2 rodech a je rozšířena po celém světě. V květeně České republiky je zastoupena několika druhy rodu úpor.

## Popis
Úporovité jsou jednoleté nebo krátkověké vodní nebo bahenní byliny až polokeře, často uzpůsobené kolísání vodní hladiny. Listy jsou jednoduché, vstřícné nebo přeslenité, celokrajné nebo se zubatým okrajem, se zpeřenou žilnatinou. Květy jsou drobné, pravidelné, oboupohlavné, jednotlivé nebo v úžlabních svazečcích. Kalich i koruna jsou složeny ze 2 až 5 lístků, kališní lístky jsou volné nebo částečně srostlé, korunní volné. Tyčinek je nejčastěji 2 až 6. Semeník je svrchní, srostlý ze 2 až 5 plodolistů a se stejným počtem komůrek a čnělek. Plodem je mnohasemenná tobolka. U zástupců čeledi jsou časté kleistogamické květy, které se neotvírají a dochází k samosprášení.

## Rozšíření
Úporovité jsou kosmopolitně rozšířená čeleď se 35 druhy ve 2 rodech. Rod úpor (Elatine) je zastoupen na všech kontinentech s výjimkou Antarktidy.
V květeně ČR bylo zaznamenáno celkem 5 druhů úporu, náleží však vesměs mezi zřídkavé až velmi vzácné rostliny.

## Taxonomie
Již od 1. poloviny 19. století je čeleď řazena do příbuzenstva čeledi klusiovité (Clusiaceae), ve většině systémů byla spolu s ní řazena do řádu čajovníkotvaré (Theales).
V systému APG I byla čeleď klusiovité přesunuta do řádu malpígiotvaré (Malpighiales), zatímco úporovité
(Elatinaceae) jsou zde ponechány mezi čeleděmi s nejasným zařazením. V systému APG II je posléze do řádu malpígiotvaré
přesunuta i tato čeleď.
Čeleď úporovité (Elatinaceae) je sesterskou větví čeledi malpígiovité (Malpighiaceae).

## Zástupci
- bergie (Bergia)
- úpor (Elatine)[1]

## Seznam rodů
Bergia, Elatine